# Chiesa dell'Immacolata Concezione (Vigevano)
La chiesa dell'Immacolata Concezione è un edificio religioso sito a Buccella, frazione di Vigevano, in provincia di Pavia e diocesi di Vigevano.

## Descrizione e storia
La chiesa dell'Immacolata Concezione sorse alla Buccella nel 1692 per volere del conte Giulio Calderara e, in seguito a lasciti e donazioni, poté arricchirsi fino al "beneficio" che, nel 1714, la trasformò in cappellania.